# Septymania

Septymania w 537 roku

Septymania (łac. Septimania) – kraina historyczna, część historycznej Oksytanii; leży w południowej Francji między Rodanem a Sewennami i Pirenejami. 
W starożytności stanowiła zachodnią część rzymskiej prowincji Gallia Narbonensis. Za panowania Augusta miejsce osiedlenia weteranów VII Legionu. Od 462 roku w królestwie Wizygotów. Teren rywalizacji Wizygotów i Franków. Walki te w 589 rozstrzygnęła zwycięska dla Wizygotów bitwa pod Carcassonne. W VIII wieku przejściowo zajęta przez Maurów, następnie w monarchii Karolingów, w której stanowiła część Akwitanii, od IX wieku w obrębie hrabstwa Tuluzy.
W Septymanii mówiono dialektami języka oksytańskiego. Główne ośrodki miejskie: Narbona, Nîmes, Béziers.